# Giorgio Orelli
Giorgio Orelli (Airolo, 25 de mayo de 1921 – Bellinzona, 10 de noviembre de 2013) fue un poeta, escritor y traductor suizo en lengua italiana.
Orelli estudió en la Universidad de Friburgo, donde estudió filología con Gianfranco Contini. Dio clases de Literatura italiana en el Colegio Mayor de Comercio de Bellinzona.
Giorgio Orelli fue un poeta posthermético. En la antología de Piero Chiara y Luciano Erba, apareció como un poeta de la Cuarta Generación. Contini lo llamaba "el toscano del Tesino". A Orelli se le asocia con la "línea lombarda" del "realismo moral sobrio".
También conocido como traductor habitual de Goethe y Andri Peer, colaboró en diferentes revistas literarias (Il Verri, Paragone, Letteratura). Su primo Giovanni Orelli también fue escritor y poeta y su sobrina Michela Figini fue esquiadora.

## Obra
- Né bianco né viola, Lugano, Collana di Lugano, 1944.
- Prima dell'anno nuovo, Bellinzona, Leins e Vescovi, 1952.
- Poesie, Milán, Edizioni della Meridiana, 1953.
- Nel cerchio familiare, Milán, Scheiwiller, 1960.
- L'ora del tempo, Milán, Arnoldo Mondadori Editore, 1962.
- 6 poesie, Milán, Scheiwiller, 1964.
- 5 poesie, con 5 seriografie di Madja Ruperti, San Nazzaro, Switzerland, Serigrafia San Nazzaro, 1973.
- Sinopie, Milán, Arnoldo Mondadori Editore, 1977.
- Spiracoli, Milán, Arnoldo Mondadori Editore, 1989.
- Il collo dell'anitra, Milán, Garzanti, 2001.
- Tutte le poesie, Milán, Arnoldo Mondadori Editore, 2015.

## Prosa
- Un giorno della vita, Milan, Lerici, 1960.
- Pomeriggio bellinzonese en Luci e figure di Bellinzona negli acquerelli di William Turner e nelle pagine di Giorgio Orelli, a cura di Virgilio Gilardoni, Bellinzona, Casagrande, 1978.

## Traducciones
- Johann Wolfgang Goethe, Poesie scelte, Milan, Arnoldo Mondadori Editore, 1974.

## Ensayos
- Accertamenti verbali, Milan, Bompiani, 1978.
- Quel ramo del lago di Como, Bellinzona, Casagrande, 1982 e 1990.
- Accertamenti montaliani, Bologna, Il Mulino, 1984.
- Il suono dei sospiri, Torino, Einaudi, 1990.
- Foscolo e la danzatrice, Parma, Pratiche, 1992.
- La qualità del senso. Dante, Ariosto e Leopardi, Bellinzona, Casagrande, 2012.

## Awards
- 1944 Premio Lugano
- 1960 Premio Città de Firenze, Premio Libera Stampa
- 1979 Graduado honorario de la Universidad de Friburgo
- 1988 Gran Premio Schiller de la Fundación Schiller
- 1997 Fundación Cultura UBS
- 2001 Premio Piero Chiara
- 2002 Bagutta Prize
- 2008 Premio BSI ( Archivado el 4 de marzo de 2016 en Wayback Machine.)